# Castelo de Ruthie
O Château de Ruthie é um castelo na comuna de Aussurucq nos Pirenéus Atlânticos, na França.
O edifício foi construído e reconstruído em vários momentos nos séculos XI, XV, XVII e XVIII. Foi classificado como monumento histórico pelo Ministério da Cultura da França em 30 de abril de 1925, dando protecção à decoração interna. É propriedade da comuna.